# RG-31
RG-31 Nyala (RG-31 «Ньяла») — бронеавтомобиль, разработанный фирмой BAE Land Systems и производимый южноафриканским отделением компании BAE Land Systems OCM, а также канадской кампанией General Dynamics Land Systems Canada.

## Описание конструкции (RG-31 Mk 5)

### Корпус
Цельнометаллический сварной бронированный корпус. Посадка и высадка осуществляется через большую кормовую дверь и две боковые передние двери. В бортовых бронированных стёклах имеются амбразуры для стрельбы из стрелкового оружия. Модульная конструкция внутреннего объёма кузова позволяет создавать конфигурации: бронетранспортёр, командно-штабная машина, медицинская машина, разведывательная машина и многие другие.

### Характеристики
- Двигатель: восьмицилиндровый, V-образный, дизельный, с турбонаддувом.
- Мощность — 275 л.с.
- Коробка передач: автоматическая пятиступенчатая.

### Ходовая часть
Подвеска — независимая пружинная с гидравлическими амортизаторами. Система регулирования давления в шинах. Тормозная система с независимым включением дисков колёс.

### Вооружение и защита
Вооружение располагается на дистанционно управляемой турели Kongsberg M151. В качестве основного вооружения используются 12,7-мм пулемёт M2 или 40-мм автоматический гранатомёт Mk19. Бронирование обеспечивает защиту от пуль калибром 9-мм и взрывных устройств мощностью до 14 кг тротилового эквивалента под колесом и до 7 кг под корпусом. Бронекорпус имеет V-образное днище для рассеивания ударной волны взрывных устройств. Предусматривается возможность применения штатного комплекта дополнительных навесных бронированных панелей.
Вспомогательное оборудование: лебёдка с приводом от двигателя. Может оснащаться системами кондиционирования воздуха и охлаждения питьевой воды. Предусмотрены необходимые запасы продовольствия, воды, боеприпасов и других материальных средств на 3 суток автономных действий.

## Модификации

### RG-31 Mk 3[1]
Первоначальный вариант, производимый в том числе в Канаде.

### RG-31 Mk 6[2]
В 2007 г. Bae Systems Land Systems OMC представила новую версию машины — RG-31 Mk 6. Эта машина разработана в соответствии с требованиями программы MPPV. Сохранив защитные свойства своих предшественников, машина получила дополнительную защиту от самодельных взрывных устройств. За счёт увеличения ширины корпуса и увеличения полной массы до 17 т были расширены внутренний объём и полезная нагрузка.

### RG-31 Mk 6E[3]
В сентябре 2008 г. представлен вариант Mk 6E, отличающийся сиденьями, более травмобезопасными при взрыве мины.
Колёсная формула — 4 × 4.
Экипаж — 2 человека, десант — 8 человек.
Двигатель: шестицилиндровый, дизельный. Мощность — 275 л.с.
Коробка передач: автоматическая пятиступенчатая.
Снаряжённая масса — 17 т
Грузоподъёмность — 3,5 т
Максимальная скорость — свыше 100 км/ч
Основное вооружение — боевой модуль Protector M151.
- AGRAB (Скорпион) — самоходная миномётная система, прототип которой — Agrab Mk 1, был создан компанией IGG в 2007 году. Система базируется на шасси машины RG-31 Mk5, где на задней платформе был установлен 120-мм сингапурский миномёт SRAMS с интегрированной системой управления огнём. Модернизированный вариант — Agrab Mk2, использует шасси RG-31 Mk6 и оборудован компьютеризированной системой управления огнём компании Thales South Africa Systems, объединенной с инерционной навигационной системой Selex. Огонь из машины ведётся в заднем направлении. Возимый боекомплект составляет 46 единиц. Максимальная дальность стрельбы: фугасной миной 8,2 км, осветительной — 7,5 км.[4][5]

## На вооружении
Всего заказано 2349 машин, в том числе в ЮАР — 611, в Канаде — 1738.
- Бурунди — по состоянию на начало 2022 года - 12 RG-31[7]
- Испания — в 2008 г. было заказано 100 машин с возможностью дополнительной поставки ещё 80. В марте 2009 года первые машины были поставлены испанскому контингенту ISAF, в конце октября 2010 года их было 63[8], на начало 2022 года в армии имелось 110 RG-31[7]
- Канада — в ноябре 2005 года в ЮАР заказаны 50 машин RG-31 Mk.3[9][10] (полученные до конца апреля 2006 года), в июне 2006 года — начато производство ещё 25 машин RG-31 Mk.3[11], в 2016 году в вооружённых силах Канады имелось 60 RG-31[12], в дальнейшем они были сняты с вооружения и заменены на Textron Tactical Armoured Patrol Vehicle[7]
- Колумбия — по состоянию на начало 2022 года - 4 RG-31[7]
- Мали — в 2002 г. из ЮАР были поставлены пять RG-31[13].
- Нигерия — в 2003 г. поставлена 1 машина.[источник не указан 3400 дней]
- ОАЭ — 76 RG-31 и 72 Agrab Mk2 на 2016 год [14]
- ООН — миссия ООН в Грузии — в 2000—2003 г. поставлено 27 машин.[источник не указан 3400 дней]
- ООН — Миссия ООН в Ираке — в 2003 г. поставлено 2 машины.[источник не указан 3400 дней]
- Руанда — 36 RG-31 на 2016 год [15]
- Сомали — неизвестное количество на 2016 год [16]
- США — с 2003 г. поставлено 2020 машин.[источник не указан 3400 дней]
- Уганда — в 2002 году из ЮАР были поставлено 15 RG-31[13]
- Украина — 27 марта 2022 правительство Испании передало одну санитарную машину RG-31 "Nyala Ambulance"[17].
- Швейцария — в 2001 г. поставлено 7 машин.[источник не указан 3400 дней]